# 25e sessie van de Commissie voor het Werelderfgoed

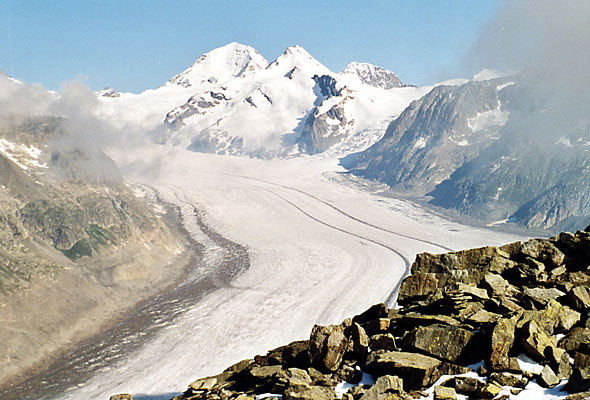
Zwitserse Alpen Jungfrau-Aletsch

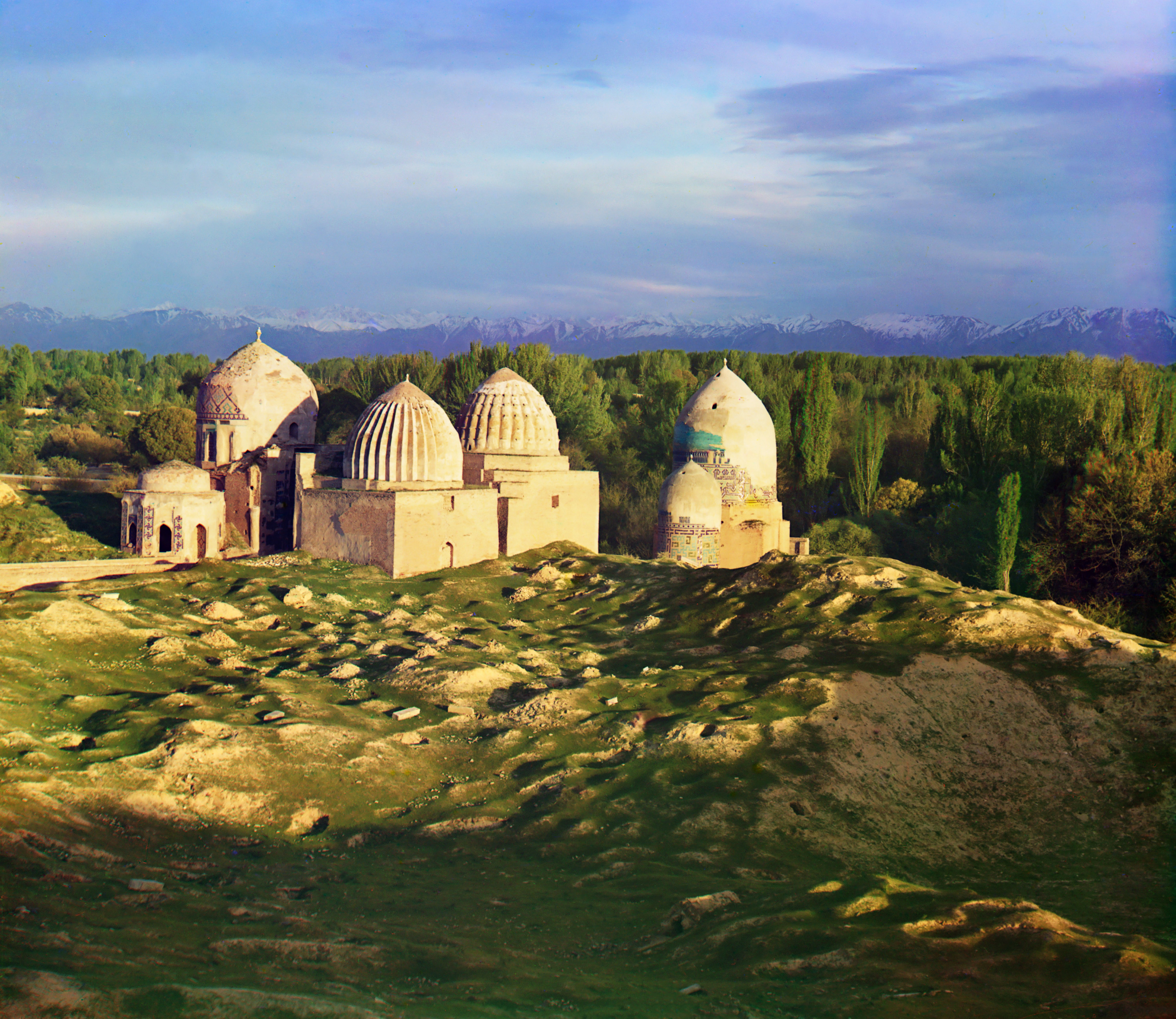
Samarkand, kruispunt van culturen in Oezbekistan

De 25e sessie van de Commissie voor het Werelderfgoed van UNESCO vond van 11 december tot 16 december 2001 plaats in Helsinki in Finland. Er werden 31 nieuwe omschrijvingen aan de werelderfgoedlijst toegevoegd. Hiervan waren 25 dossiers met betrekking tot cultureel erfgoed en 6 met betrekking tot natuursites. Het totale aantal inschrijvingen komt hiermee op 721 (553 cultureel erfgoed, 23 gemengde omschrijvingen en 145 natuurlijk erfgoed). Op de lijst van bedreigd werelderfgoed of rode lijst werden twee locaties toegevoegd en kon een locatie geschrapt worden.

## Wijzigingen in 2001
In 2001 zijn de volgende locaties toegevoegd:

### Cultureel erfgoed
- Botswana: Tsodilo
- Brazilië: Historisch centrum van Goiás
- Duitsland: Kolenmijn en industriecomplex Zeche Zollverein in Essen
- Frankrijk: Provins, stad van middeleeuwse jaarmarkten
- Hongarije / Oostenrijk: Cultuurlandschap van Fertő/Neusiedler Meer
- Israël: Massada
- Israël: Oude stad Acre (Akko)
- Italië: Villa d'Este, Tivoli
- Kenia: Oude stad Lamu
- Laos: Wat Phou en bijbehorende oude nederzettingen in het cultuurlandschap van Champasak.
- Madagaskar: Koninklijke heuvel van Ambohimanga
- Marokko: Medina van Essaouira (voormalig Mogador)
- Oeganda: Graftomben van koningen van Boeganda in Kasubi, de Tombes van Kasubi
- Oezbekistan: Samarkand, kruispunt van culturen
- Oostenrijk: Historisch centrum van Wenen
- Polen: Vredeskerken in Jawor en Świdnica
- Portugal: Wijnstreek Alto Douro
- Portugal: Historisch centrum van Guimarães
- Spanje: Cultuurlandschap van Aranjuez
- Tsjechië: Villa Tugendhat in Brno
- Verenigd Koninkrijk: Derwent Valley Mills
- Verenigd Koninkrijk: New Lanark
- Verenigd Koninkrijk: Saltaire
- China: Grotten van Yungang
- Zweden: Mijngebied van de Grote Koperberg in Falun

### Natuurerfgoed
- Brazilië: Beschermde gebieden van de cerrado: Chapada dos Veadeiros en Emas
- Brazilië: Braziliaanse Atlantische eilanden: Fernando de Noronha en Atol das Rocas
- Cuba: Nationaal park Alejandro de Humboldt
- Rusland: Centraal Sichote-Alingebergte
- Verenigd Koninkrijk: Kust van Dorset en East Devon
- Zwitserland: Zwitserse Alpen Jungfrau-Aletsch (uitgebreid in 2007)

### Uitbreidingen
In 2001 zijn zes locaties uitgebreid:
- China: Historisch ensemble van het Potala-paleis in Lhasa (initieel erkend als cultuurerfgoed in 1994, ook eerdere uitbreiding in 2000, uitbreiding met Norbulingka)
- Cyprus: Beschilderde kerken in het Troodosgebergte (initieel erkend als cultuurerfgoed in 1985, toevoeging van een tiende kerk)
- Ecuador: Galapagoseilanden (initieel erkend als natuurerfgoed in 1978, uitbreiding met zeereservaat)
- Kenia: Nationaal parken van het Turkanameer (initieel erkend als natuurerfgoed in 1997, derde park toegevoegd)
- Rusland: Vulkanen van Kamtsjatka (initieel erkend als natuurerfgoed in 1996, uitbreiding met een zesde natuurreservaat)
- Spanje: Mudejar-architectuur van Aragón (initieel erkend als cultuurerfgoed in 1986, uitbreiding van vier patrimonia in Teruel naar 10 in heel Aragón)

### Verwijderd van de rode lijst
In 2001 kon een locatie verwijderd van de rode lijst.
- Nationaal park Iguaçu in Brazilië (sinds 1999 op rode lijst)

### Toegevoegd aan de rode lijst
In 2001 zijn twee locaties toegevoegd aan de lijst van bedreigd werelderfgoed of rode lijst.
- Egypte: Abu Mena (nog steeds op rode lijst)
- Filipijnen: Rijstterrassen van de Filipijnse Cordilleras (in 2012 verwijderd van de Rode Lijst)

1977 · 
1978 · 
1979 · 
1980 · 
1981 · 
1982 · 
1983 · 
1984 · 
1985 · 
1986 · 
1987 · 
1988 · 
1989 · 
1990 · 
1991 · 
1992 · 
1993 · 
1994 · 
1995 · 
1996 · 
1997 · 
1998 · 
1999 · 
2000 · 
2001 · 
2002 · 
2003 · 
2004 · 
2005 · 
2006 · 
2007 · 
2008 · 
2009 · 
2010 · 
2011 · 
2012 · 
2013 · 
2014 · 
2015 · 
2016 · 
2017 · 
2018 · 
2019 · 
2020-2021 ·
2022-2023 ·
2024 ·
2025